# Naamân (fils de Benjamin)
Pour les articles homonymes, voir Naaman (homonymie).
Naamân est un fils de Benjamin fils de Jacob et de Rachel.

## Naamân et ses frères
Naamân a pour frères Béla, Béker, Ashbel, Guéra, Éhi, Rosh,  Mouppim, Houppim et Ard.

## Naamân en Égypte
Naamân part avec son père Benjamin et son grand-père Jacob pour s'installer en Égypte au pays de Goshen dans le delta du Nil.

## Les descendants de Naamân
La famille des descendants de Naamân n'est pas mentionnée comme sortante du pays d'Égypte avec Moïse,.
La famille des descendants de Naamân rebrousse chemin pour retourner en Égypte après la mort d'Aaron mais elle est poursuivie, rattrapée et anéantie par les Lévites.